# Novîi Azov, Henicesk
Novîi Azov (în ucraineană Новий Азов) este un sat în comuna Ozereanî din raionul Henicesk, regiunea Herson, Ucraina.

## Demografie
Componența lingvistică a localității Novîi Azov
     Rusă (66,1%)
     Ucraineană (33,9%)
Conform recensământului din 2001, majoritatea populației localității Novîi Azov era vorbitoare de rusă (66,1%), existând în minoritate și vorbitori de ucraineană (33,9%).